# Wereldkampioenschap voetbal 2022 (achtste finale) Argentinië - Australië
Dit artikel gaat over de wedstrijd in in de achtste finales van het wereldkampioenschap voetbal 2022 tussen Argentinië en Australië die gespeeld werd op zaterdag 3 december 2022 in het Ahmed bin Alistadion te Ar Rayyan. Het duel was de tweede wedstrijd van de achtste finales van het toernooi.
Argentinië won met 2–1 door doelpunten van Messi en Álvarez. Voor Australië maakte de Argentijn Fernández een eigen doelpunt. Argentinië plaatste zich voor de kwartfinales van het WK in Qatar.

## Voorafgaand aan de wedstrijd
- Argentinië is de nummer 3 van de wereld, Australië de nummer 38.
- Argentinië werd groepswinnaar in groep C, Australië werd in groep D tweede.
- Australië staat voor haar tweede keer (eerder in 2006) in de achtste finale van een WK.

## Wedstrijddetails
| Datum                | 3 december 2022                 | 3 december 2022                 |
| Wedstrijdnummer      | 50                              | 50                              |
| Stadion              | Ahmed bin Alistadion, Ar Rayyan | Ahmed bin Alistadion, Ar Rayyan |
| Toeschouwers         | 45.032                          | 45.032                          |
| Scheidsrechter       | Szymon Marciniak                | Szymon Marciniak                |
| Man van de wedstrijd | Lionel Messi                    | Lionel Messi                    |

| Argentinië | 2 – 1        | Australië |
| Lionel Messi 35' (Nicolás Otamendi ) Julián Álvarez 67' | goals        | 77' (e.d.) Enzo Fernández ( Craig Goodwin |
| Lionel Scaloni | bondscoach   | Graham Arnold |
| Emiliano Martínez Nahuel Molina 80' Cristian Romero Nicolás Otamendi Marcos Acuña 72' Enzo Fernández Alexis Mac Allister 80' Rodrigo De Paul Julián Álvarez 71' Lionel Messi Alejandro Gómez 50' | opstellingen | Mathew Ryan 72' Milos Degenek Harry Souttar Kye Rowles Aziz Behich Aaron Mooy 58' Keanu Baccus 72' Mathew Leckie Jackson Irvine 58' Riley McGree 72' Mitchell Duke |
| Lisandro Martínez 50' Lautaro Martínez 71' Nicolás Tagliafico 72' Exequiel Palacios 80' Gonzalo Montiel 80'                                                                                      | wissels      | 58' Graig Goodwin 58' Ajdin Hrustić 72' Garang Kuol 72' Jamie Maclaren 72' Fran Karačić                                                                            |
| | gele kaarten | 15' Jackson Irvine 38' Milos Degenek |
| |              | |